# Gnamptogenys caelata
Gnamptogenys caelata är en myrart som beskrevs av Kempf 1967. Gnamptogenys caelata ingår i släktet Gnamptogenys och familjen myror. Inga underarter finns listade i Catalogue of Life.